# Naturschutzgebiet Tal der Ennepe (Ennepetal)
Das Naturschutzgebiet Tal der Ennepe ist ein 70,53 ha großes Naturschutzgebiet (NSG-Kennung EN-028) auf dem Stadtgebiet von Ennepetal im Ennepe-Ruhr-Kreis in Nordrhein-Westfalen. Das NSG wurde 1999 ausgewiesen und besteht aus sieben Teilflächen.
Im Gebiet bildet die Ennepe streckenweise die Grenze zur Nachbarstadt Breckerfeld. Direkt anschließend bestehen das gleichnamige NSG Tal der Ennepe (vorwiegend Breckerfeld) und das Ennepetaler NSG Bilstein. Große Teile der beiden Naturschutzgebiete Tal der Ennepe sind seit 2004 als FFH-Gebiet DE-4710-301 Ennepe unterhalb der Talsperre ausgewiesen; die entsprechenden Bereiche sind daher Teil des europäischen Schutzgebietsnetzes Natura 2000.

## Gebietsbeschreibung
Bei dem NSG handelt es sich um das naturnahe Bachtal der Ennepe mit Flussauenbereichen zwischen der Südostgrenze des Stadtgebiets bei Bauendahl (Breckerfeld) und dem Gut Ahlhausen im Norden.
Ehemalige Hammerteiche der früheren eisenverarbeitenden Industrie dienen als bedeutende Amphibienlebensräume. In Hanglagen sind Felsformationen und Hainsimsen-Buchenwäldern vorhanden. Auch Grünlandbereiche mit Nassbrachen sowie Nass- und Magerwiesen prägen die Talaue. Die Ennepe ist hier mit hoher struktureller Vielfalt des Flusslaufes und auf weiten Strecken begleitenden Ufergehölzen ausgestattet, verbunden mit einer gut ausgebildeten Gewässer- und Uferzonation mit Hochstaudensäumen aus Pestwurz, Schlangen-Knöterich und Mädesüß. Die Kartierung des Gebietes zeigte, dass sich hier Raritäten wie Gewöhnliche Wiesensilge (Silaum silaus) (Rote Liste Stufe 1), Deutscher Ziest (Stachys germanica) (Rote Liste Stufe 2) und Rötlicher Wasser-Ehrenpreis (Veronica catenata) (Rote-Liste Stufe 3) finden lassen. Die seltene Unterwasserpflanze Flutender Wasserhahnenfuß (Ranunculus fluitans) (Rote Liste Stufe 3) wächst in der Ennepe, wo auch die Groppe (Cottus gobio) heimisch ist und der Eisvogel (Acledo atthis) Nahrung und Brutstätten findet. Diese seltenen und besonders schützenswerten Arten sind der Grund für die Ausweisung als FFH-Gebiet.
Im NSG kaufte die Nordrhein-Westfalen-Stiftung Naturschutz, Heimat- und Kulturpflege ab 2009 17,14 ha Land an, welche von Biologischen Station im Ennepe-Ruhr-Kreis betreut werden.

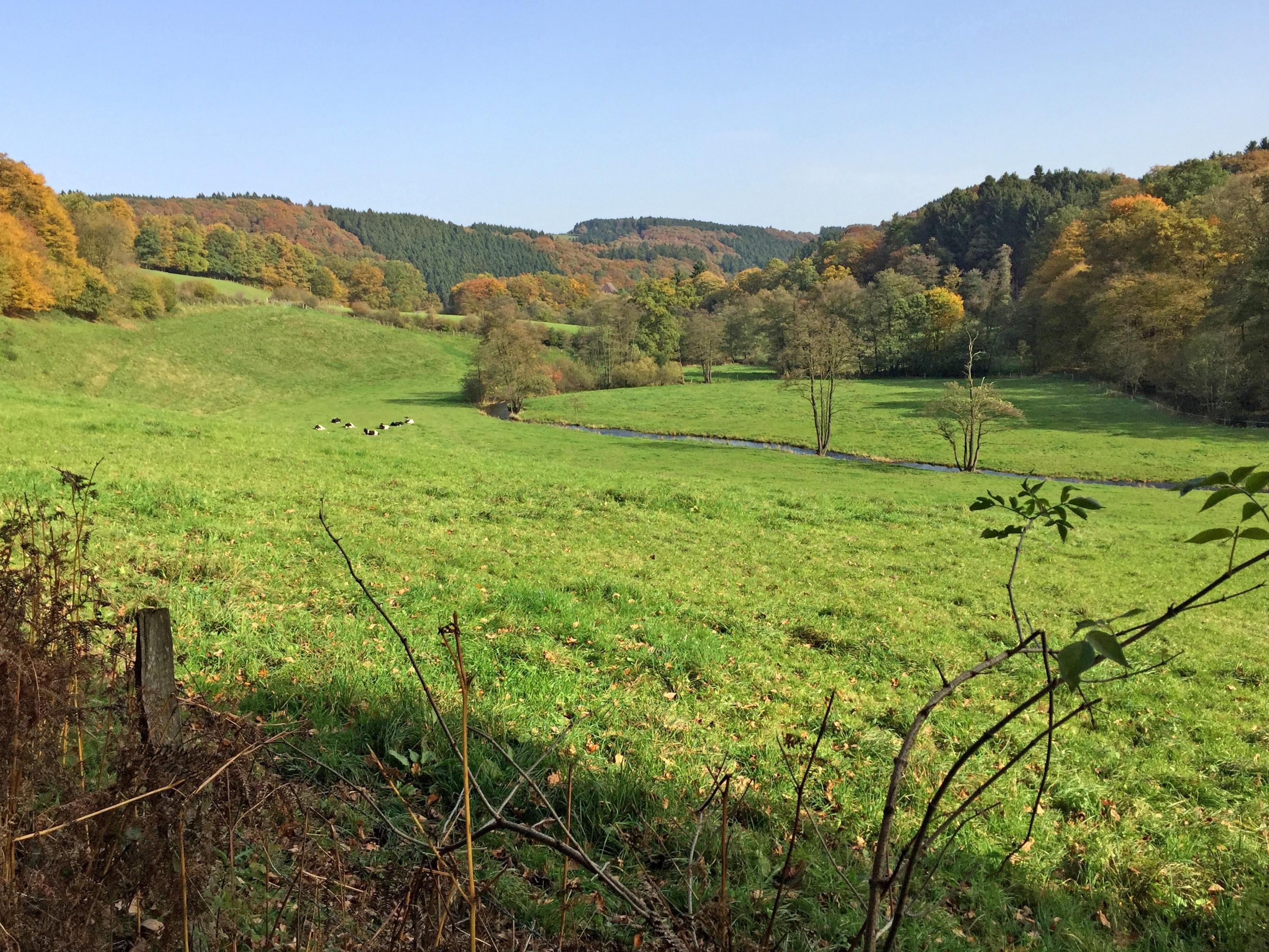
Tal der Ennepe (zwischen Talsperre und Burg)
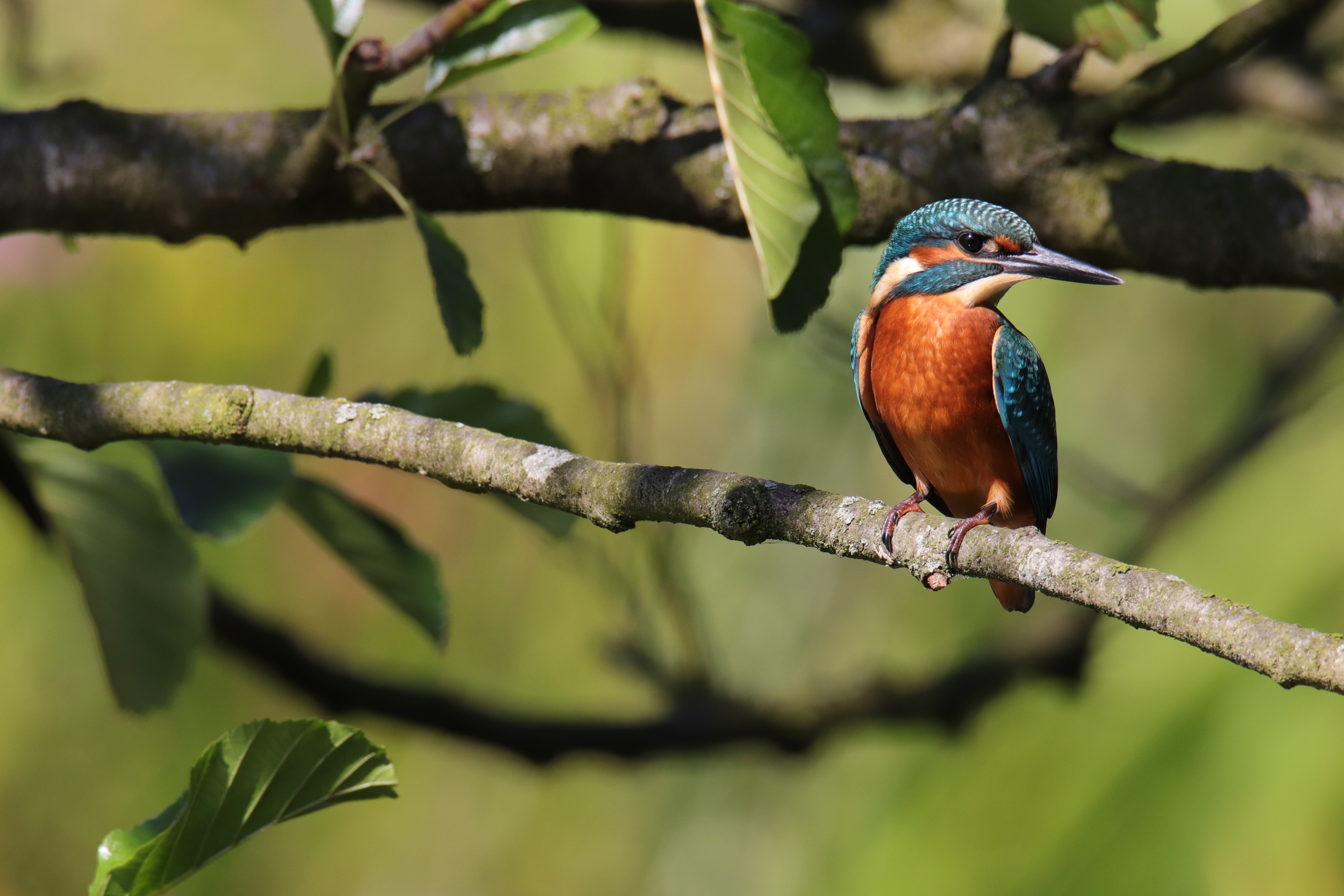
Eisvogel (Acledo atthis)
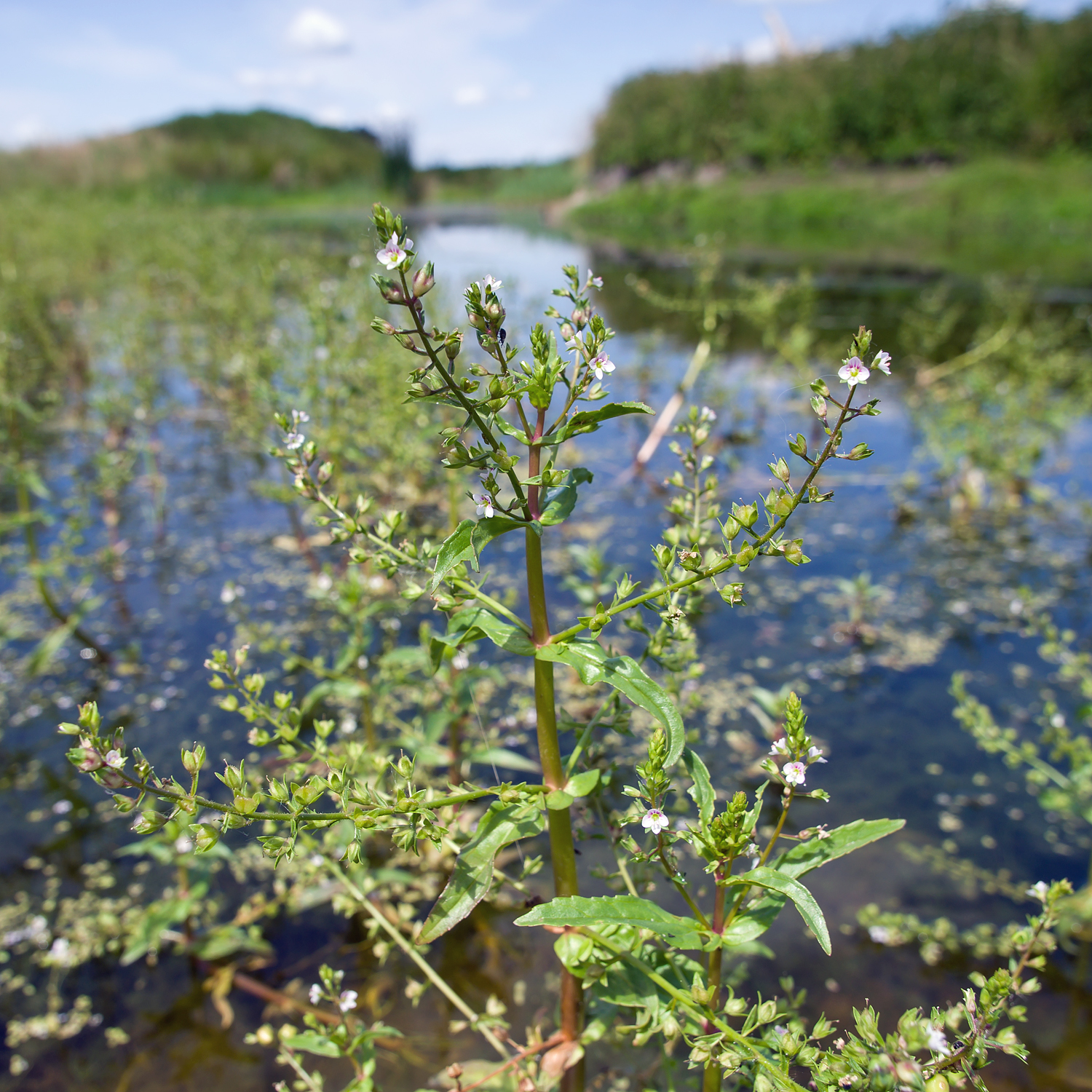
Rötlicher Wasser-Ehrenpreis (Veronica catenata)
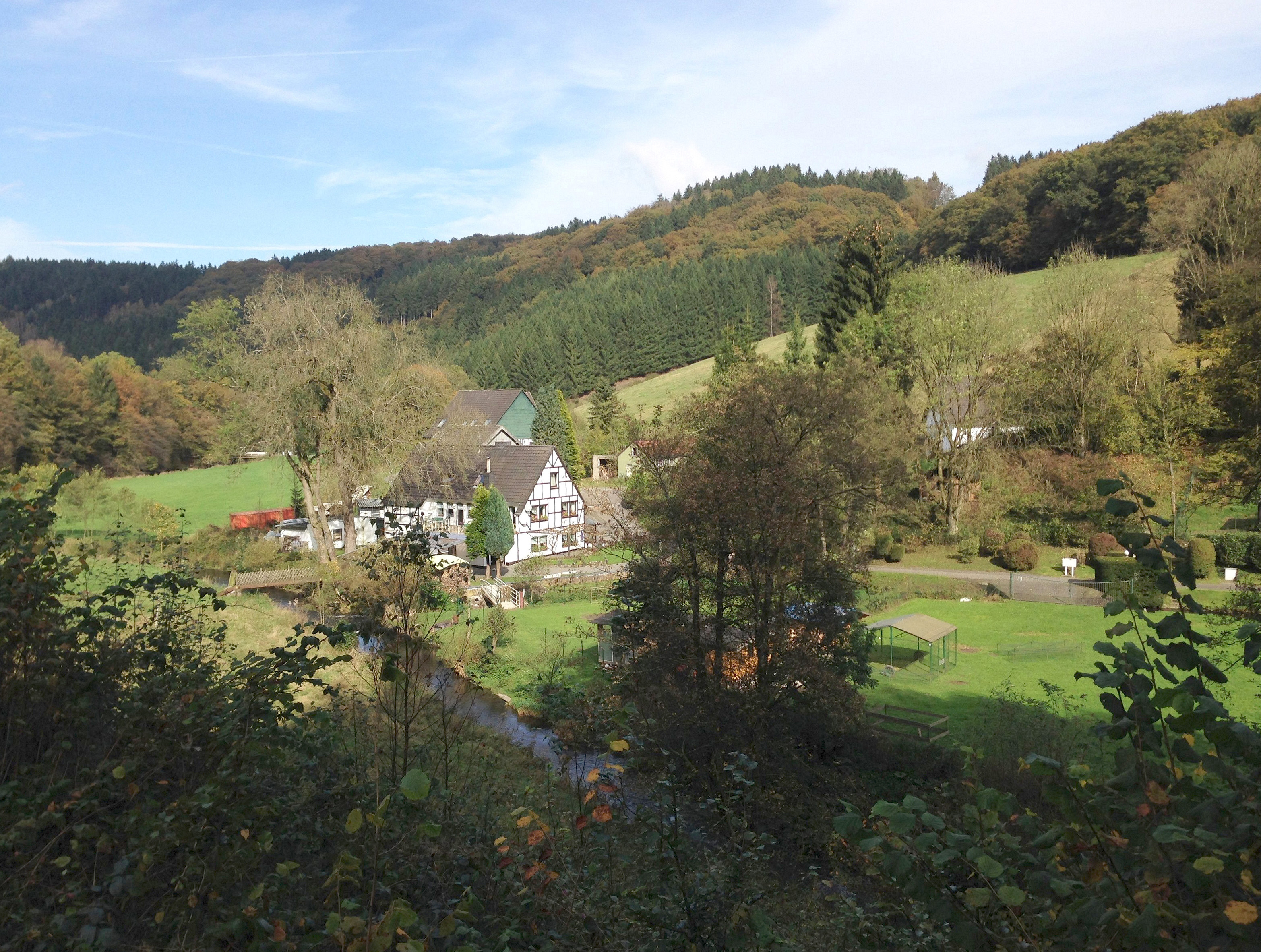
Tal der Ennepe bei Saale
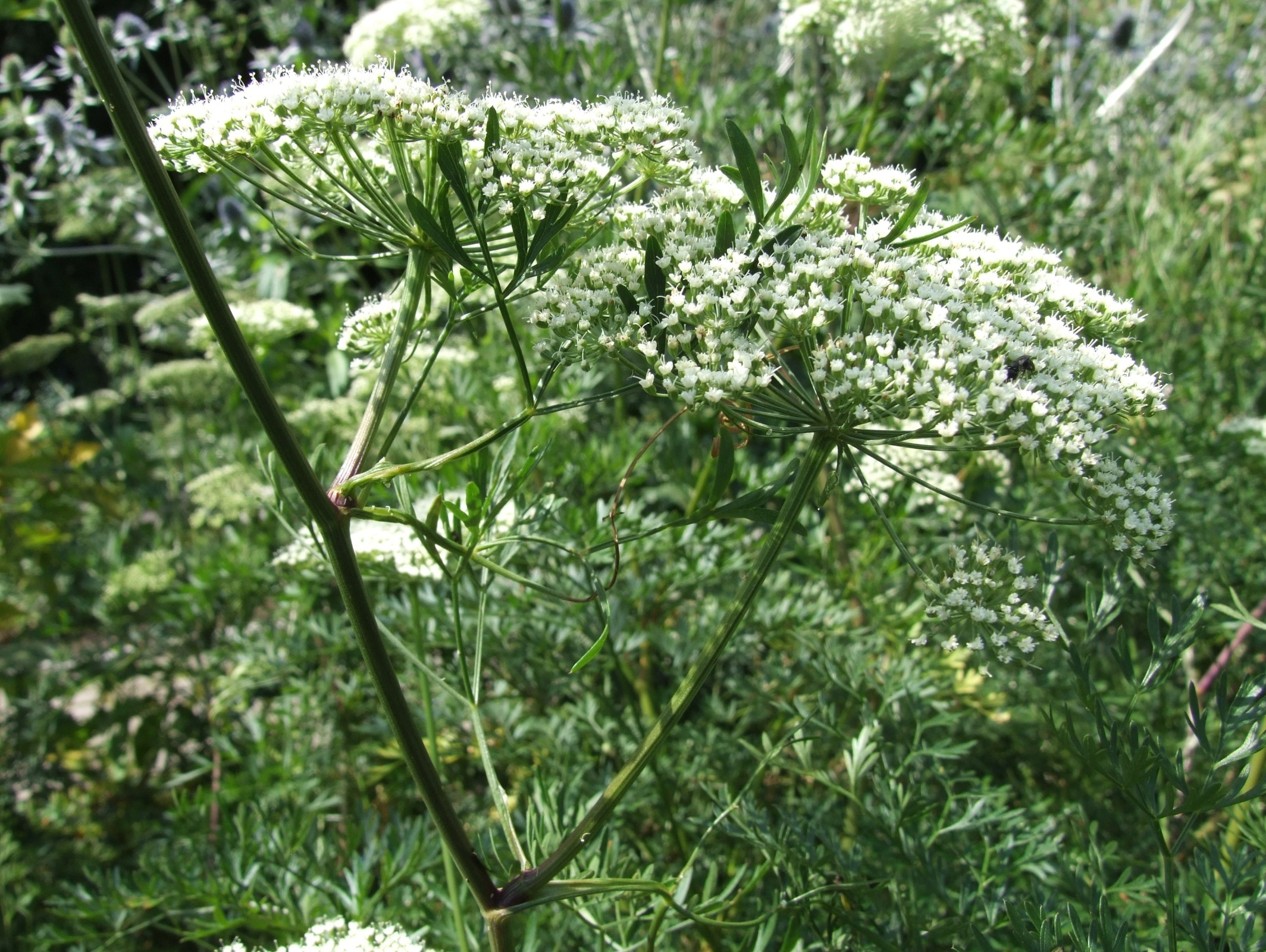
Gewöhnliche Wiesensilge (Silaum silaus)
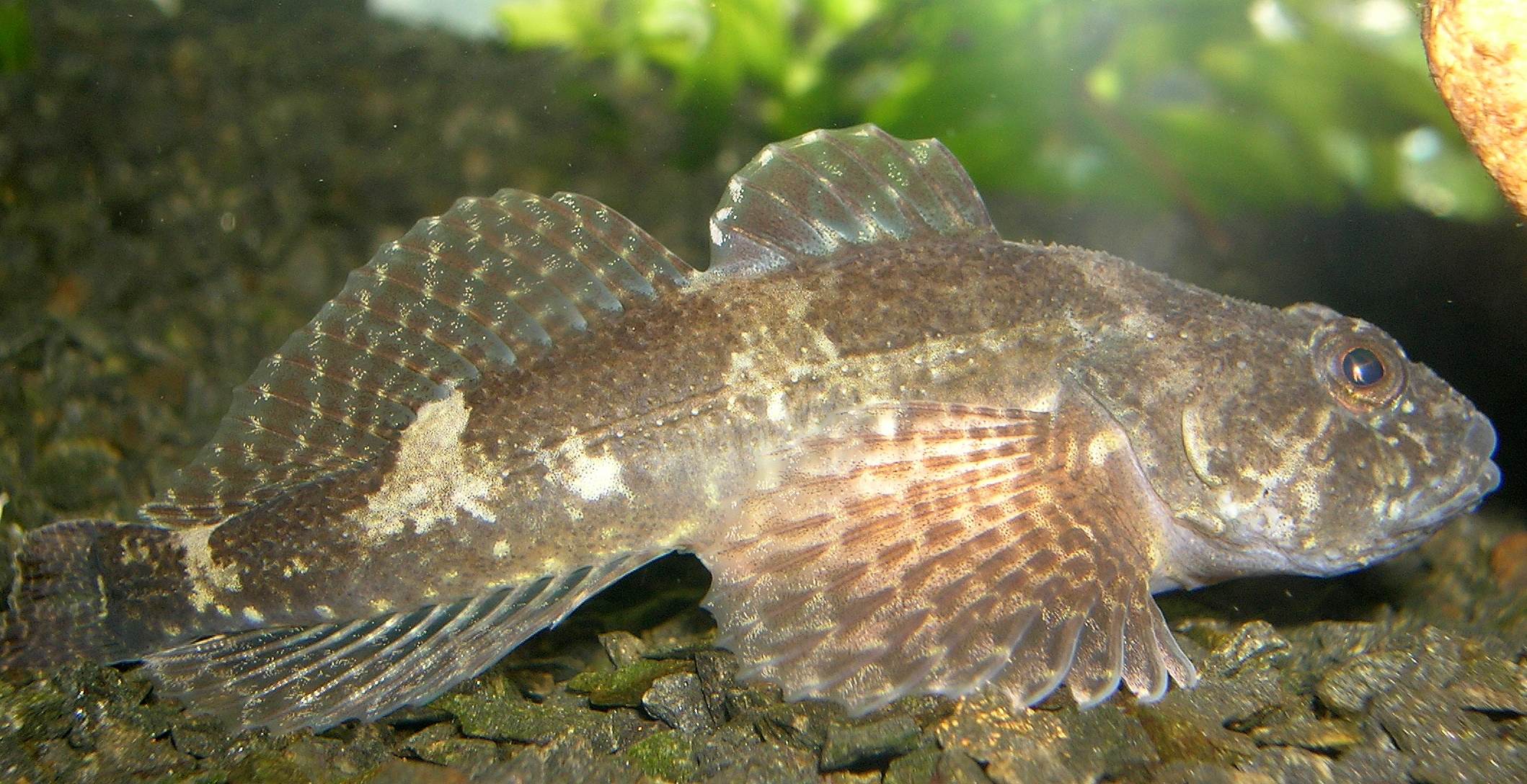
Groppe (Cottus gobio)
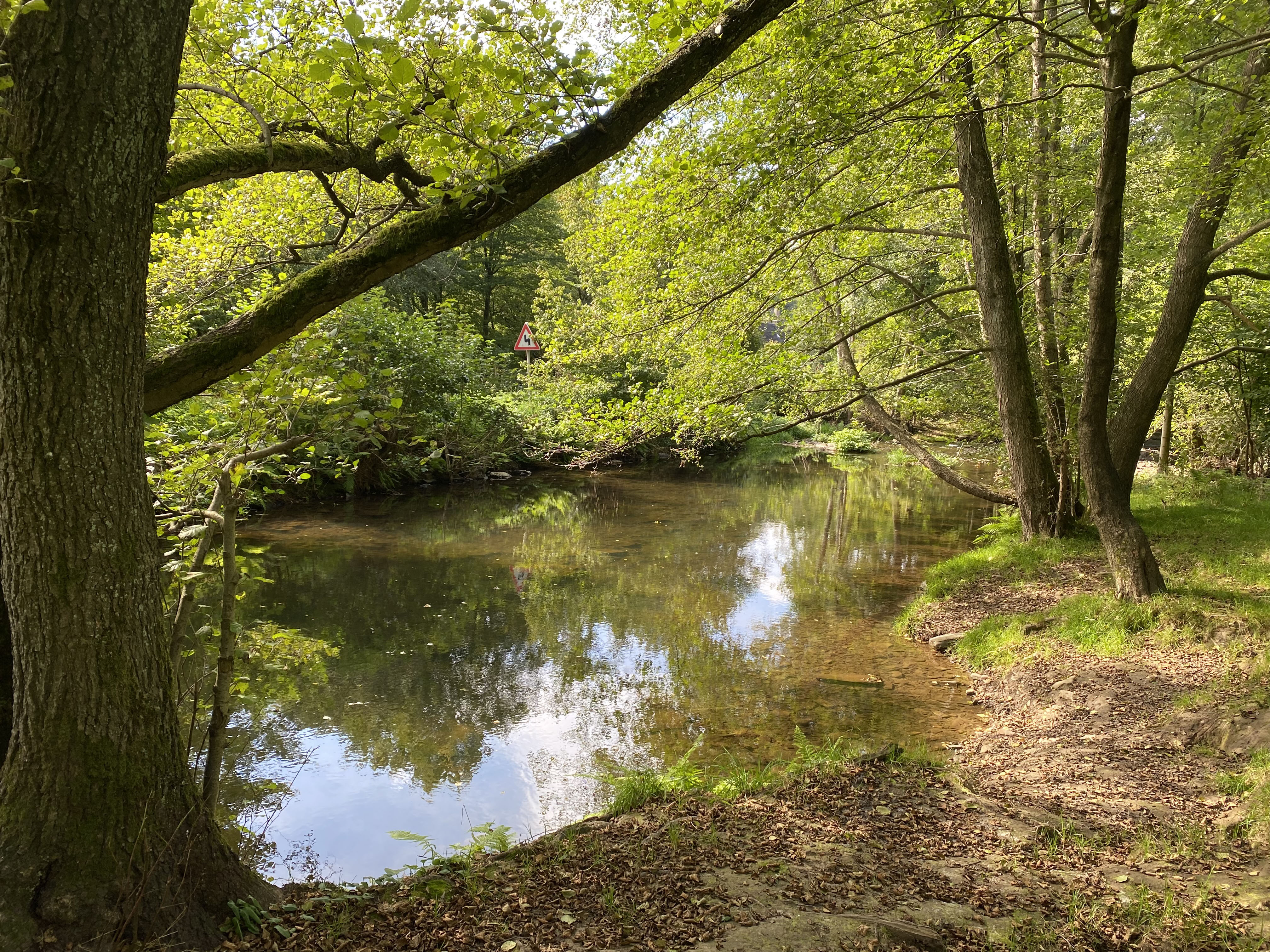
NSG EN-028 Tal der Ennepe (Ennepe bei Ahlhausen)
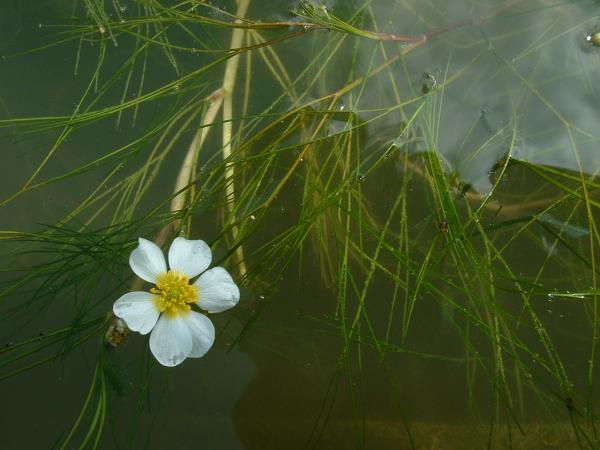
Flutender Wasserhahnenfuß (Ranunculus fluitans)
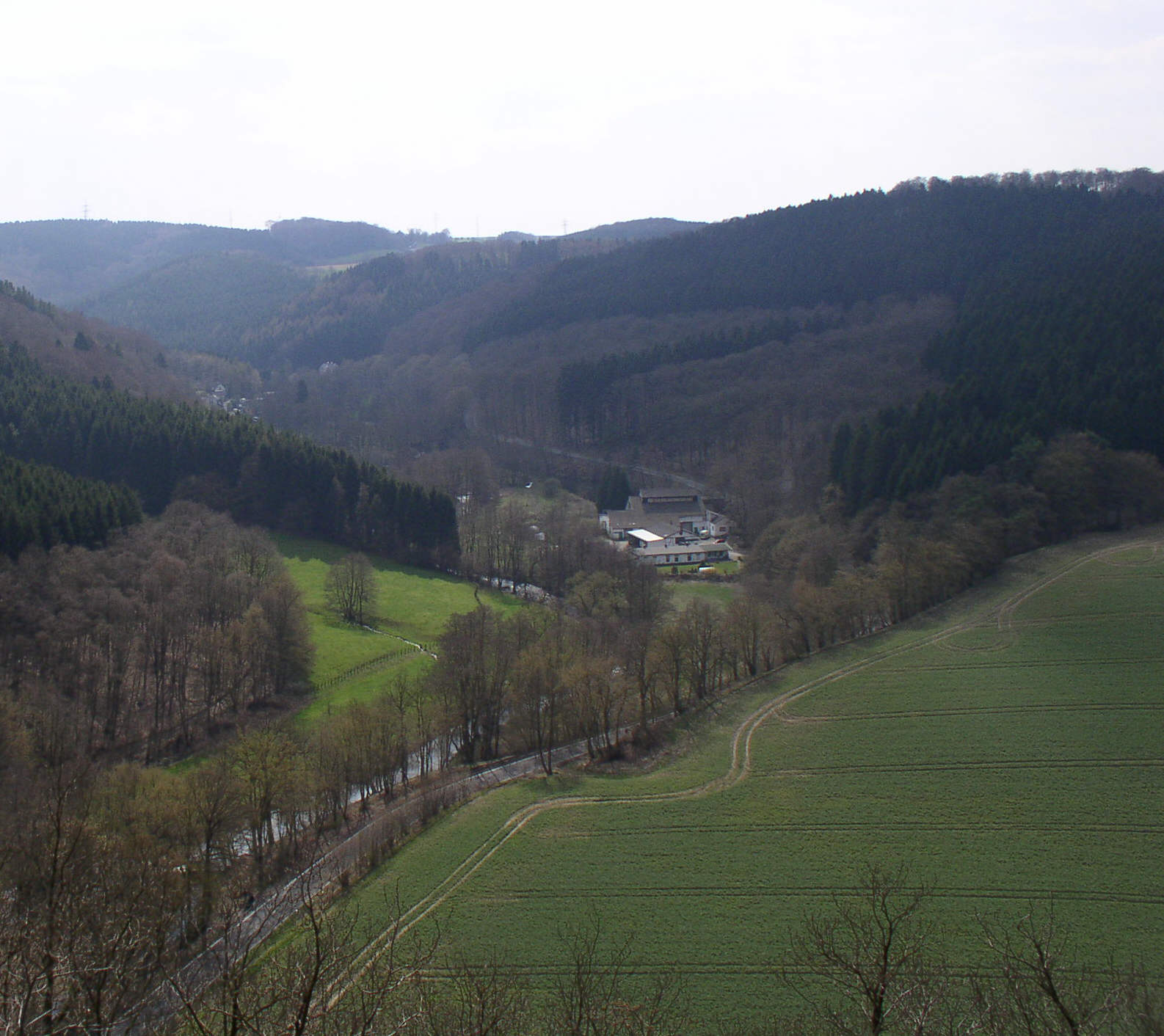
Blick vom Hohenstein nach Süden zum Alhauser Hammer (Bildmitte)
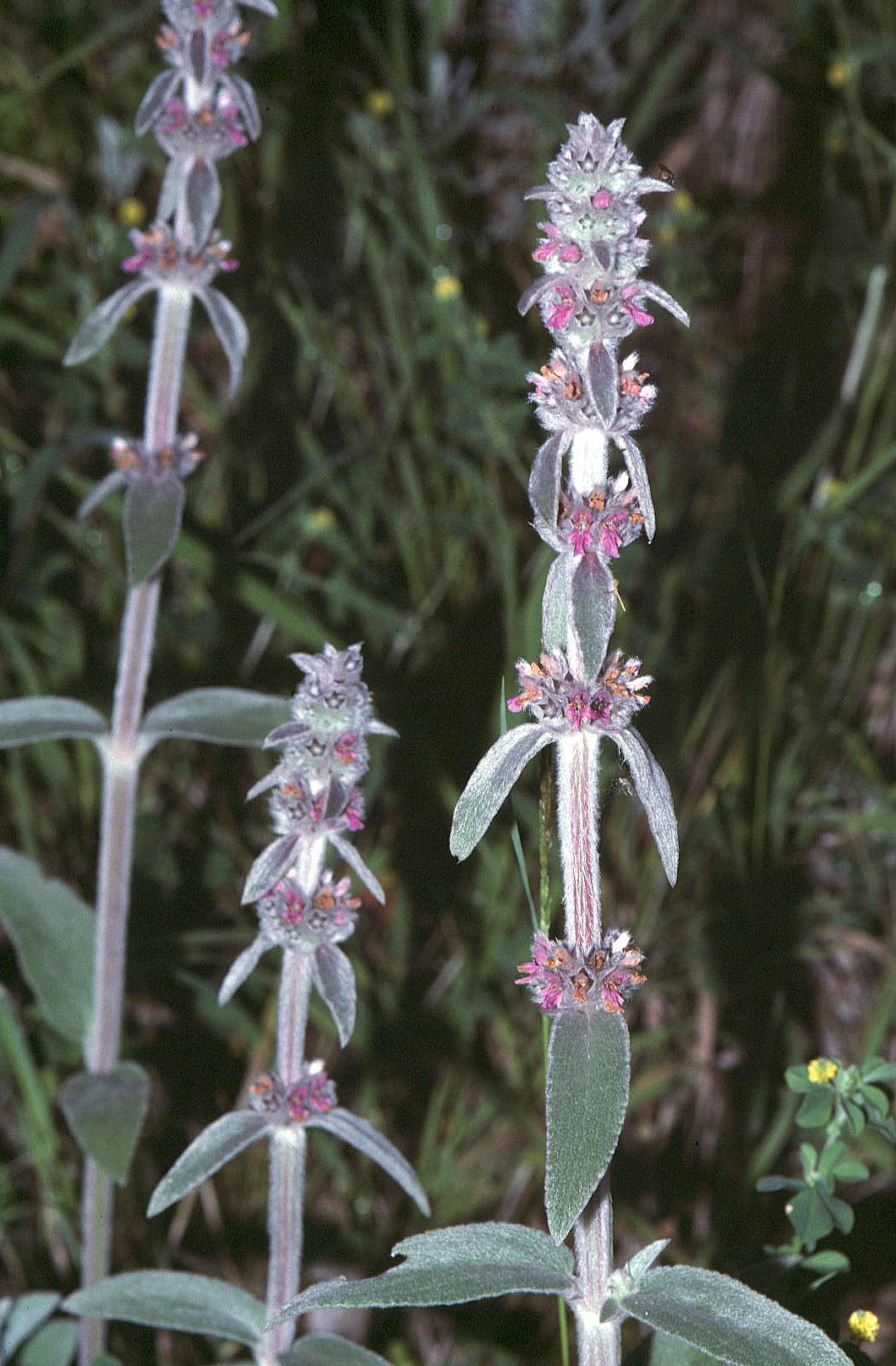
Deutscher Ziest – liebt trockene Standorte